# Aéroport international de Kavala
L'aéroport international de Kavala « Alexandre le Grand » (en grec moderne : Κρατικός Αερολιμένας Καβάλας «Μέγας Αλέξανδρος», Kratikós Aeroliménas Kaválas «Mégas Aléxandros», code IATA : KVA • code OACI : LGKV) est un aéroport international de Grèce qui dessert la municipalité de Kavala, dans le dème de Nestos.

## Histoire

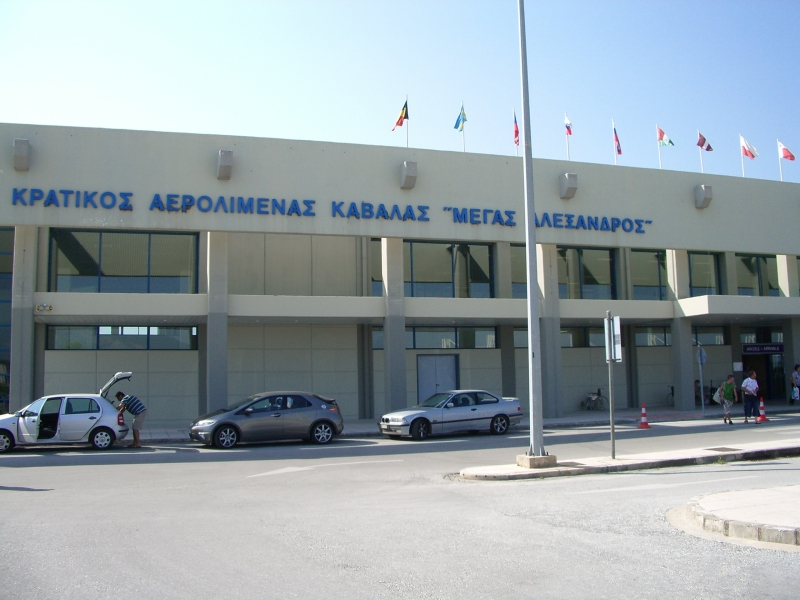
Le terminal.

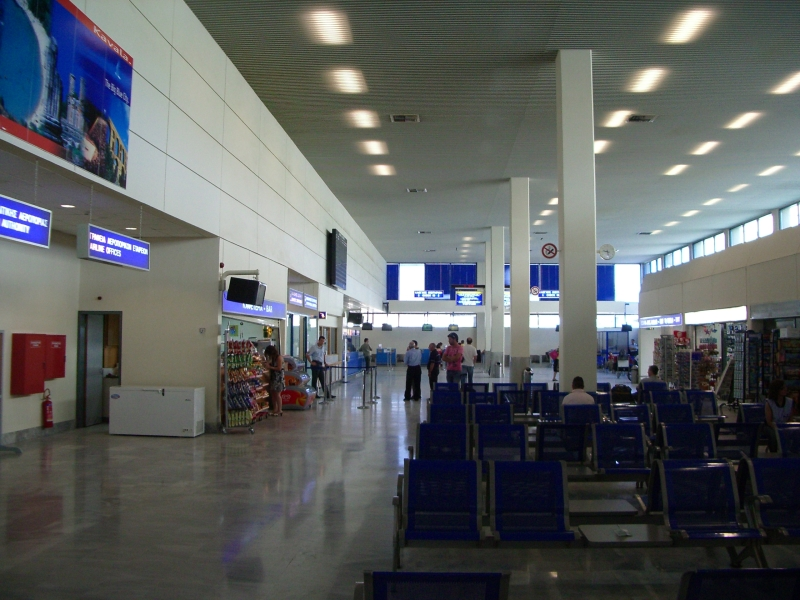
Intérieur de l'aéroport.

L'aéroport était d'abord situé a proximité de Kavala, sur une base aérienne de la Force Aérienne Grecque, près du village d'Amygdaleonas, lorsqu'il commence ses opérations en 1952 en tant qu'Aéroport National de Kavala. Le 12 octobre 1981, il est déplacé vers la ville de Chrysoupoli, où il est toujours actuellement. Il dessert l'île de Thasos et la ville de Xánthi, ainsi que les villes de Kavala et de Dráma.
L'aéroport a initialement une activité nationale. En décembre 1987, par une décision gouvernementale, l'aéroport est renommé Aéroport international de Kavala pour être à nouveau baptisé en janvier 1992 Aéroport international de Kavala « Alexandre le Grand ».

## Situation

### Carte des aéroports en Grèce
| \| 50 km1:6 137 000 \| Agrinion Aktion Alexandreia Alexandroúpoli Andravida Áraxos Astypalée Athènes · E. Venizélos Céphalonie La Canée Chios Corfou Héraklion Icarie Ioannina Kalamata Kalymnos Karpathos Kassos Kastellórizo Kastoria Kavala Cythère Kos Kotroni Kozani Larissa Lemnos Leros Milos Mykonos Mytilène Naxos Néa Anchíalos Paros Rhodes Maritsa Samos Santorin Sitía Skiathos Skyros Sparte Syros Tanagra Tatoi Thessalonique Tripoli Tympaki Zante Kastelli |
| 50 km1:6 137 000 |

## Statistiques
Pour des raisons techniques, il est temporairement impossible d'afficher le graphique qui aurait dû être présenté ici.

Voir la requête brute et les sources sur Wikidata.

### Zoom sur l'impact du covid de 2019-2020
Pour des raisons techniques, il est temporairement impossible d'afficher le graphique qui aurait dû être présenté ici.

Voir la requête brute et les sources sur Wikidata.

## Compagnies aériennes et destinations
| Compagnies                  | Destinations                                                                    |
| --------------------------- | ------------------------------------------------------------------------------- |
| Austrian Airlines           | En saison: Vienne-Schwechat                                                     |
| Braathens Regional Airlines | En saison charter : Copenhague-Kastrup, Oslo-Gardermoen                         |
| Buzz (Ryanair)              | En saison charter: Katowice-Pyrzowice, Poznań (Posnanie)-H. Wieniawski          |
| Condor                      | En saison : Düsseldorf, Francfort, Munich-F. J. Strauß                          |
| Eurowings                   | En saison : Cologne/Bonn-K. Adenauer, Dortmund, Düsseldorf, Stuttgart           |
| Eurowings Discover          | En saison: Francfort                                                            |
| Finnair                     | En saison charter : Helsinki-Vantaa                                             |
| LOT Polish Airlines         | En saison charter : Varsovie-Chopin, Vilnius                                    |
| Marathon Airlines           | En saison charter: Innsbruck-Kranebitten                                        |
| Olympic Air                 | Athènes E.-Venizélos                                                            |
| Scandinavian Airlines       | En saison charter : Stockholm-Arlanda                                           |
| SmartWings                  | En saison charter : Bratislava-M. R. Štefánik, Brno-Tuřany, Prague-Václav-Havel |
| TUI Airways                 | En saison: Birmingham, Londres-Gatwick, Manchester                              |
| TUI fly Netherlands         | En saison : Amsterdam                                                           |

Édité le 31/01/2018  Actualisé le 12/05/2023